# ويليام هيل
ويليام هيل (بالإنجليزية: William Hill)‏ هو سياسي أسترالي، ولد في 14 أبريل 1866 في أستراليا، وتوفي في 15 نوفمبر 1939 في أستراليا. حزبياً، نشط في الحزب الوطني الأسترالي. وقد انتخب عضو مجلس النواب الأسترالي عن دائرة Division of Echuca ‏ (20 سبتمبر 1919 – 7 أغسطس 1934).